# 沙別利尼基 (米科拉伊夫卡區)
47°19′58″N 30°28′20″E / 47.33278°N 30.47222°E
沙貝利尼基（烏克蘭語：Шабельники）是位於烏克蘭西南部的村莊，由敖德萨州贝雷济夫卡区的斯特留科韋市鎮負責管轄。該村始建於1924年，面積0.84平方公里，海拔高度97米，2001年人口291，人口密度每平方公里346.43人。